# كارلوس أرويو
كارلوس أرويو مواليد 30 يوليو 1979 في بورتوريكو، هو لاعب كرة سلة من بورتوريكو بدأ مسيرته الاحترافية في سنة 1996 يلعب مع فريق نادي برشلونة لكرة السلة ويحمل الرقم 30. يبلغ طوله 6 قدم 2 بوصة (1.9 م). مثّل منتخب بلاده. شارك في مسابقة كرة السلة في الألعاب الأولمبية الصيفية.

## فرق لعب لها
- تورونتو رابتورز
- دنفر ناغتس
- ساسكي باسكونيا
- يوتاه جاز
- ديترويت بيستونز
- أورلاندو ماجيك
- مكابي تل أبيب لكرة السلة
- ميامي هيت

## الميداليات
| الميدالية | المسابقة                             |
| --------- | ------------------------------------ |
| فضية      | بطولة أمم الأمريكتين لكرة السلة 2009 |
| فضية      | بطولة أمم الأمريكتين لكرة السلة 2013 |
| برونزية   | بطولة أمم الأمريكتين لكرة السلة 2003 |
| برونزية   | بطولة أمم الأمريكتين لكرة السلة 2007 |

## روابط خارجية
- كارلوس أرويو على موقع الاتحاد الدولي لكرة السلة (الإنجليزية)
- كارلوس أرويو على موقع الدوري الأوروبي لكرة السلة (الإنجليزية)
- كارلوس أرويو على موقع إن بي أي (الإنجليزية)
- كارلوس أرويو على موقع سبورتس رفرنس (الإنجليزية)
- كارلوس أرويو على موقع الدوري الإسباني لكرة السلة (الإسبانية)
- كارلوس أرويو على موقع كرة السلة الأوروبية.كوم (الإنجليزية)
- كارلوس أرويو على موقع DraftExpress.com (الإنجليزية)
- كارلوس أرويو على موقع إي إس بي إن.كوم (الإنجليزية)
- كارلوس أرويو على موقع كلية كرة السلة في سبورتس رفرنس.كوم (الإنجليزية)
- كارلوس أرويو على موقع ريلجم (الإنجليزية)